# Maxim Saculțan
Maxim Saculțan (n. 18 noiembrie 1996, Inești, raionul Telenești, Republica Moldova), cunoscut și sub numele de scenă Magnat, este un luptător și cântăreț din Republica Moldova.
La Campionatul European de la Varșovia din 2021 a obținut medalia de bronz. Saculțan a făcut parte din delegația Republicii Moldova la Jocurile Olimpice de vară din 2024.